# Fairtrade

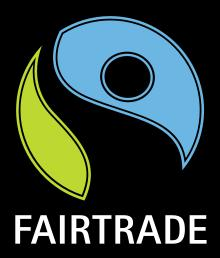
Symbol certyfikatu Fairtrade

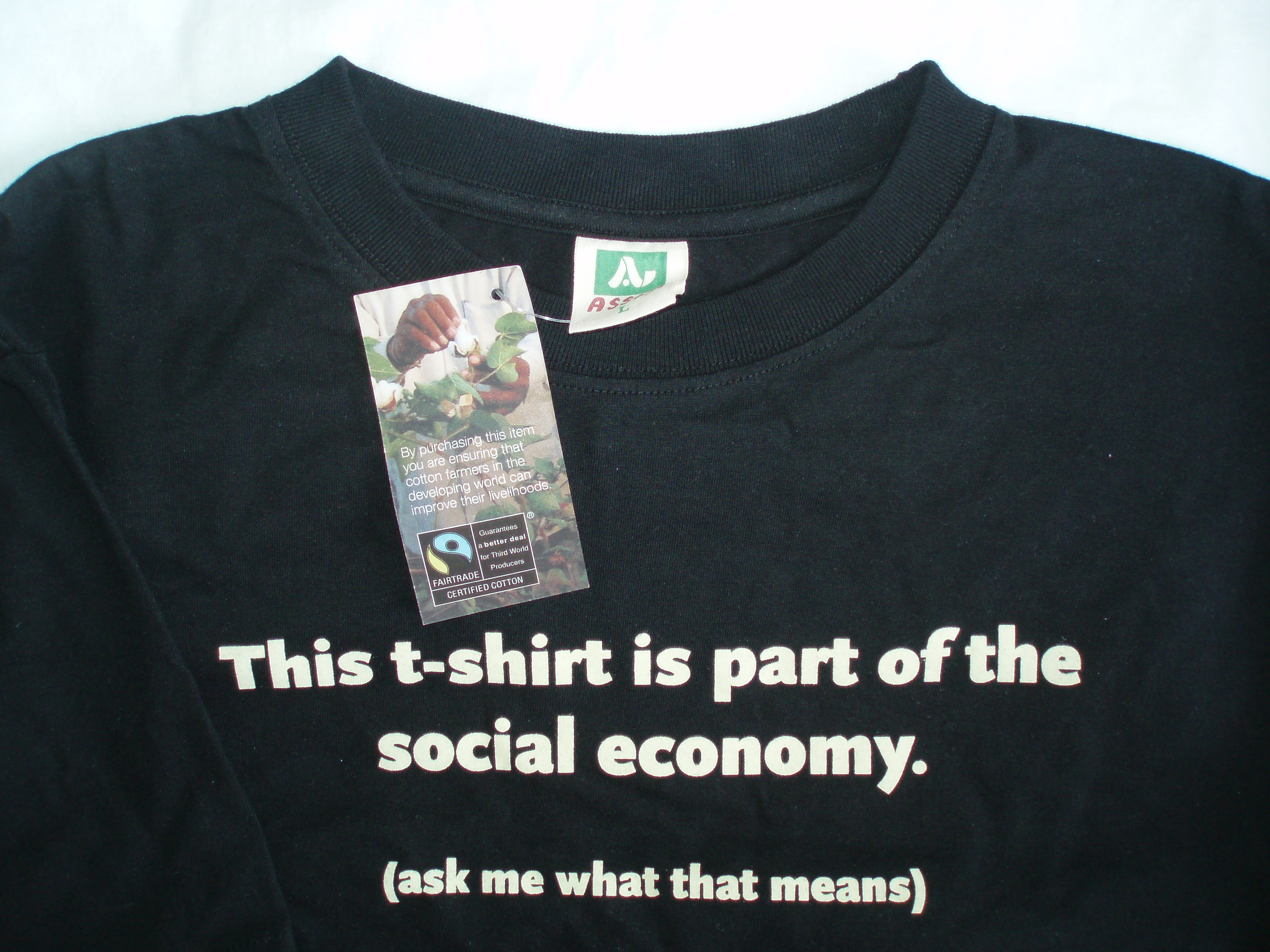
Produkt ze znakiem „Fairtrade”

Fairtrade – nazwa systemu certyfikacji i oznaczania produktów Sprawiedliwego Handlu organizacji Fairtrade International, dawniej Fairtrade Labelling Organisations International (FLO International).
Aby uzyskać certyfikat Fairtrade, produkt musi być wyprodukowany przez organizacje (producenta: najczęściej spółdzielnię produkcyjną bądź przedsiębiorstwo głównie w krajach rozwijających się oraz nabywcę: partnerów producentów w krajach rozwiniętych: głównie przedsiębiorstwa bądź stowarzyszenia), które w produkcji i handlu spełniają następujące kryteria:  
- Bezpośredni handel: produkt jest kupowany przez dystrybutorów należących do systemu Fairtrade (zrzeszonych w krajowych bądź międzynarodowych ich strukturach) bezpośrednio od producenta.
- Uczciwa cena: produkt jest kupowany za cenę minimalną Fairtrade lub wyższą, jeśli ceny rynkowe są od niej wyższe.
- Długoterminowe zobowiązania: nabywca powinien nawiązywać długoterminową relację handlową z producentem.
- Dostęp do kredytu: producenci mogą żądać od nabywców kredytu lub przedpłaty do wysokości 60% ceny zakupu.
- Demokratyczna i transparentna organizacja: producenci założyli demokratycznie i transparentnie zarządzane spółdzielnie, lub pozwalają pracownikom organizować się i wspólnie negocjować z pracodawcą.
- Ochrona środowiska: uprawy prowadzone są w sposób zrównoważony i z poszanowaniem środowiska. Jeśli produkty mają również certyfikat ekologiczny, płacone są dodatkowe bonusy.
- Rozwój lokalnych społeczności: do gwarantowanej Ceny Minimalnej Fairtrade, producentom wypłacana jest premia na cele społeczne.
- Opłacenie opłat udziału w systemie przez jego członków: zarówno producentów jak i nabywców.

Proces certyfikacji realizuje FLO-CERT – firma certyfikacyjna, której właścicielem jest FLO International. 
Produkty, które zostały wyprodukowane zgodnie z zachowaniem wyżej wymienionych zasad, oznaczane są jednolitym logo z napisem Fairtrade (pisanym razem). 
Handel hurtowy i detaliczny (po sprzedaży produktu przez nabywcę) na rynkach sprzedaży nie jest kontrolowany przez FLO. 
Składnik w bilansie masy Fairtrade może być w trakcie przetwarzania wymieszany ze składnikiem bez certyfikatu Fairtrade, przy czym łączna użyta ilość składnika w bilansie masy winna być równa ilości pozyskanej na zasadach Fairtrade (bilans masy). 